# Indian-Airlines-Flug 491
Der Indian-Airlines-Flug 491 (Flugnummer IC491) war ein Inlandsflug der Fluggesellschaft Indian Airlines vom Flughafen Delhi zum Flughafen Bombay mit Zwischenstopps in Jaipur, Udaipur und Aurangabad. Am 26. April 1993 kollidierte auf diesem Flug eine Boeing 737-2A8 mit dem Luftfahrzeugkennzeichen VT-ECQ kurz nach dem Start vom Flughafen Aurangabad mit einem Fahrzeug und weiteren Hindernissen. Bei dem Unfall kamen 55 Menschen ums Leben.

## Flugzeug und Insassen
Bei dem verunglückten Flugzeug handelte es sich um eine Boeing 737-2A8, die zum Zeitpunkt des Unfalls 18 Jahre und 8 Monate alt war. Die Maschine wurde im Werk von Boeing in Renton (Washington) montiert und absolvierte am 18. September 1974 ihren Erstflug, ehe sie im gleichen Monat neu an Indian Airlines ausgeliefert wurde. Das Flugzeug trug die Werksnummer 20961, es handelte sich um die 375. Boeing 737 aus laufender Produktion. Die Maschine wurde mit dem Luftfahrzeugkennzeichen VT-ECQ zugelassen. Das zweistrahlige Schmalrumpfflugzeug war mit zwei Triebwerken des Typs Pratt & Whitney JT8D-9A ausgestattet. Zum Zeitpunkt des Unfalls hatte die Maschine 43.866 Betriebsstunden absolviert.
Es befanden sich 118 Personen am Bord, davon 112 Passagiere und 6 Besatzungsmitglieder.

## Unfallhergang
Die ersten drei Flugabschnitte wurden ohne besondere Vorkommnisse geflogen. Bei der Zwischenlandung auf dem Flughafen Aurangabad war es heiß und schwül. Die Maschine war für den Weiterflug schwer beladen.
Die Besatzung erhielt die Freigabe für einen Start von Bahn 09. Der Startlauf dauerte ungewöhnlich lange, die Maschine hob erst kurz vor dem Ende der Startbahn ab. Sie gewann nur langsam an Höhe. Als die Boeing eine Schnellstraße östlich hinter der Startbahn überflog, befand sie sich nur 2,10 Meter über der Fahrbahn. Die Maschine kollidierte mit einem LKW, der eine hoch aufgetürmte Baumwollernte transportierte. Dabei riss das linke Fahrwerk ab, ebenso wie die Schubumkehr und Verdichterschaufel des linken Triebwerks. Die Maschine flog weiter, bis sie sich drei Kilometer nordöstlich des Flughafens in Hochspannungsleitungen verfing und zu Boden stürzte. Beim Absturz brach sie auseinander und geriet in Brand.

## Opfer
Bei dem Unfall kamen 55 Personen an Bord ums Leben, davon 53 Passagiere und zwei Flugbegleiter. Es gab 63 Überlebende, den Kapitän, den Ersten Offizier, zwei Flugbegleiter und 59 Passagiere. 12 verletzte Personen wurden in Krankenhäuser eingeliefert, von denen drei nach einer kurzen Behandlung wieder entlassen werden konnten.

## Unfallursache
Bei den Unfallermittlungen wurde dem verantwortlichen Piloten die Verantwortung für den Unfall gegeben – er habe die Maschine zu spät rotieren lassen und dabei die falsche Rotationstechnik gewählt.
Eine weitere Ursache sahen die Ermittler in Versäumnissen der Transportbehörde, den Verkehr auf der Schnellstraße östlich des Flughafens während der Flugbetriebszeiten zu regulieren.
Nach dem Unfall wurde zunächst spekuliert, dass der LKW sich auf der Rollbahn befunden hätte, die Lok Sabha konnte jedoch die Zusammenhänge bald darauf klarstellen.

## Folgen
Indian Airlines zahlte den Familien jedes erwachsenen Absturzopfers ₹500,000 Indische Rupien und ₹250,000 für jedes Kind.